# بيلي لييل
بيلي لييل (بالإنجليزية: Billy Lyell)‏ مواليد 10 أغسطس 1984 في نايلز، هو ملاكم محترف أمريكي يصنف ضمن فئة الوزن المتوسط.

## إحصائيات
خاض خلال مسيرته 36 نزالا، فاز في 25 ولم يتعادل وخسر في 11. فاز بالضربة القاضية في 5 نزالات.

## روابط خارجية
- بيلي لييل على موقع بوكس ريك (الإنجليزية) (registration required)